# Jacy Boemer Guedes de Azevedo
Jacy Boemer Guedes de Azevedo (San Paolo, 7 giugno 1945) è un'ex cestista brasiliana.

## Carriera
Con il Brasile ha disputato due edizioni dei Campionati del mondo (1967, 1971), e due dei Giochi panamericani (Winnipeg 1967 e  Cali 1971).